# فيطشية
فطشية (الاسم العلمي: Fitchia) هو جنس نباتي يتبع فصيلة النجمية من رتبة النجميات.